# Nestorie
Nestorie sau Nestorius (n. c. 386 — d. 451) a fost un arhiepiscop al Constantinopolului (428 - 431), care a dezvoltat doctrina ce-i poartă numele, nestorianismul, considerată drept eretică de către tabăra proto-ortodoxă. A fost condamnat de Sinodul III ecumenic de la Efes din anul 431. Conciliul de la Efes din anul 431 l-a demis din onoarea de a fi episcop și a emis interzicerea ca el să facă parte din cler. 